# Товарный
Товарный — посёлок в Икрянинском районе Астраханской области. Входит в  состав сельского поселения Мумринский сельсовет.

## География
посёлок находится в дельте Волги, у Волго-Каспийского канала, на острове, образованным каналом, водотоками Бакланёнок, р. Бакланья, рукавом Волги Бахтемир. у посёлка острова Бакланий, Эстакадный, Матеровский. Возле посёлка протекают ерики Прямой и Кривой.
Уличная сеть
Переулки: Баркасный пер., Колхозный пер., Мичурина пер., Пионерский пер., Тулина пер.
Улицы: ул. Бакинская, ул. Ватутина, ул. Зои Космодемьянской, ул. Л.Шевцовой, ул. Матросова, ул. Набережная, ул. Нариманова, ул. Николая Островского,  ул. Олега Кошевого, ул. Орджоникидзе, ул. Пролетарская, ул. Рыбацкая, ул. Фадеева, ул. Халтурина, ул. Чернышевского, ул. Чкалова, ул. Шаумяна.

## Население
| 2002 | 2010 |
| ---- | ---- |
| 701  | ↘639 |

Национальный и гендерный состав
По данным Всероссийской переписи, в 2010 году численность населения села составляла 639 человек (303 мужчины и 336 женщин). Согласно результатам переписи 2002 года, в национальной структуре населения казахи составляли 57 %, русские 43 % от 702 жителей.
| Национальность | Численность (2010) | Процент |
| -------------- | ------------------ | ------- |
| Казахи         | 363                | 57,3%   |
| Русские        | 260                | 41,1%   |
| Азербайджанцы  | 3                  | 0,5%    |
| Не указана     | 7                  | 1,1%    |
| Всего          | 633                | 100%    |